# Spilopteron alishanum
Spilopteron alishanum är en stekelart som beskrevs av Chiu 1971. Spilopteron alishanum ingår i släktet Spilopteron och familjen brokparasitsteklar. Inga underarter finns listade i Catalogue of Life.